# Абрамов, Анатолий Иванович
Анатолий Иванович Абрамов (31.12.1912 — 16.05.1960) — советский инженер, лауреат государственных премий.
После окончания института работал конструктором  в различных организациях.
После войны — в КБ-11 (ВНИИЭФ г. Арзамас-16). С 1947 г. в отделе Терлецкого Н.А. в секторе 5.
С июля 1953 г. начальник конструкторского отдела в специализированном научно-исследовательском и конструкторском секторе № 11 ( руководитель — газодинамик Некруткин Виктор Михайлович).
Сталинская премия 1951 года — за участие в разработке центральной части изделия РДС.
Лауреат Ленинской премии (1958) — за работы по созданию артиллерийского атомного заряда.
Награждён двумя орденами Трудового Красного Знамени (1951, 1954).
Умер 16 мая 1960 года в возрасте 47 лет. Похоронен в Сарове на городском кладбище.